# John R. Bishop
John Richard Bishop (* 24. September 1901 in Fresno County, Kalifornien; † 24. Juni 1983, Kalifornien) war ein US-amerikanischer Techniker,  der 1955 mit einem Ehren-Oscar (Academy Award of Merit) ausgezeichnet wurde.

## Karriere
John R. Bishop war Leiter der Kamera- und Filmentwicklungsabteilung von Paramount Pictures, als er eine von William Fox in den 1920er-Jahren entwickelte Natural Farbkamera, die mittels Filter zwei Kader gleichzeitig belichtete, erwarb. Er schnitt das Zwischenstück heraus, drehte die Kamera auf die Seite und konnte seine Bilder mit einem 35 mm Objektiv auf einen normalen 35mm-Film im horizontalen Bildlauf aufnehmen. So erreichte die VistaVision „Lazy 8-Kamera“ ein Kader-Negativ (8 Perforationslöcher) annähernd ein fast zweieinhalbmal größeres Bild, als im herkömmlichen Verfahren zu erzielen war. Ausgestattet mit zwei Lazy-8-Kameras drehte Paramount Ende 1953 den Film Weiße Weihnachten, den ersten im VistaVision-Breitbandformat erstellten Film.
Bishop wurde bei der 27. Oscar-Verleihung in der Kategorie „Wissenschaftlicher oder technischer Preis (Klasse I)“ gemeinsam mit Loren L. Ryder und allen Mitgliedern des technischen Personals bei Paramount Pictures für die Entwicklung eines Verfahrens zur Produktion und Vorführung von Kinofilmen, bekannt als VistaVision, mit einem Oscar, in diesem Fall einer Oscar-Statuette, ausgezeichnet, die von Lauren Bacall überreicht wurde.
Er lebte zuletzt in Newport Beach, Kalifornien. Bishop starb am 24. Juni 1983 im Alter von 81 Jahren und wurde auf dem Forest Lawn Memorial Park (Glendale) beigesetzt.
Über John R. Bishop ist darüber hinaus so gut wie nichts bekannt.